# Leisure Suit Larry: Reloaded
Leisure Suit Larry: Reloaded är ett peka-och-klicka-äventyr släppt 27 juni 2013 av N-Fusion Interactive, Intermarum och Replay Games som arbetat med seriens skapare Al Lowe och Codemasters som innehar de immateriella rättigheterna. Spelet är en förbättrad remake av originalspelet i serien, Leisure Suit Larry in the Land of the Lounge Lizards, utgivet 1987 av Sierra On-Line.